# アモン・サーガ
『アモン・サーガ』は、作家の夢枕獏とイラストレーターの天野喜孝による漫画。またそれを原作とする1986年の日本のアニメ作品。7月21日にOVAとしてリリースされ、東映ビデオから1巻で発売されている。収録時間72分。リリース2日前の7月19日にアニメ映画として先行上映された。同時上映作品は『魔物語 愛しのベティ』。脚本は城山昇、監督は大賀俊二が担当。異世界を舞台にしたヒロイック・フアンタジー。

## キャスト
- アモン - 堀内賢雄
- リチア - 鷹森淑乃
- ヴァルヒス - 小林清志
- アルカン - 森功至
- ガイウス - 天地麦人
- ホー - 戸谷公次
- バイキン - 龍田直樹
- マボー - 永井一郎
- デノン - 若本紀昭
- ダライ・セム - 大木民夫
- 執事 - 嶋俊介
- エナク - 銀河万丈

## スタッフ
- 監督 - 大賀俊二
- 原作 - 夢枕獏、天野喜孝
- 企画 - 早瀬公郎
- 製作 - 高野善夫、中川真次、吉田達
- プロデューサー - 仙石鎮彦
- 脚本 - 城山昇
- キャラクター監修 - 天野喜孝
- キャラクターデザイン - 荒木伸吾、姫野美智
- 作画監修 - 荒木伸吾
- 作画監督 - 西澤晋、富田邦、吉田正広、姫野美智
- 動画チェック - 柳田勤
- 美術監督 - 宮前光春
- 美術監督補佐 - 平川栄治
- 色指定 - 池さゆり
- 撮影監督 - 新井隆文
- 特殊効果 - 榊原豊彦
- 編集 - 本間研二、針谷光子
- 録音監督 - 加藤敏
- 効果 - 糸川幸良
- 音楽 - 三枝成章
- アニメーション制作 - センテスタジオ
- 製作 - 株式会社センテスタジオ

## 主題歌
- エンディング「風のTAKE A CHANCE」
作詞 - 大津あきら、作曲 - 三枝成章、編曲 - 向谷実、歌 - 杉本誘里
- イメージテーマ「BLUE ENDLESS WAY」
作詞 - 大津あきら、作曲 - 三枝成章、編曲 - 向谷実、歌 - 杉本誘里

## 関連商品
漫画
- 『アモン・サーガ』（徳間書店、1984年8月20日発売）

サウンドトラック
- 『アモン・サーガ 千の翼・千の夢』（徳間ジャパンコミュニケーションズ、1986年8月25日発売）CD：32ATC-116 / LP：25AGL-3026